# Krönung der russischen Zaren und Kaiser

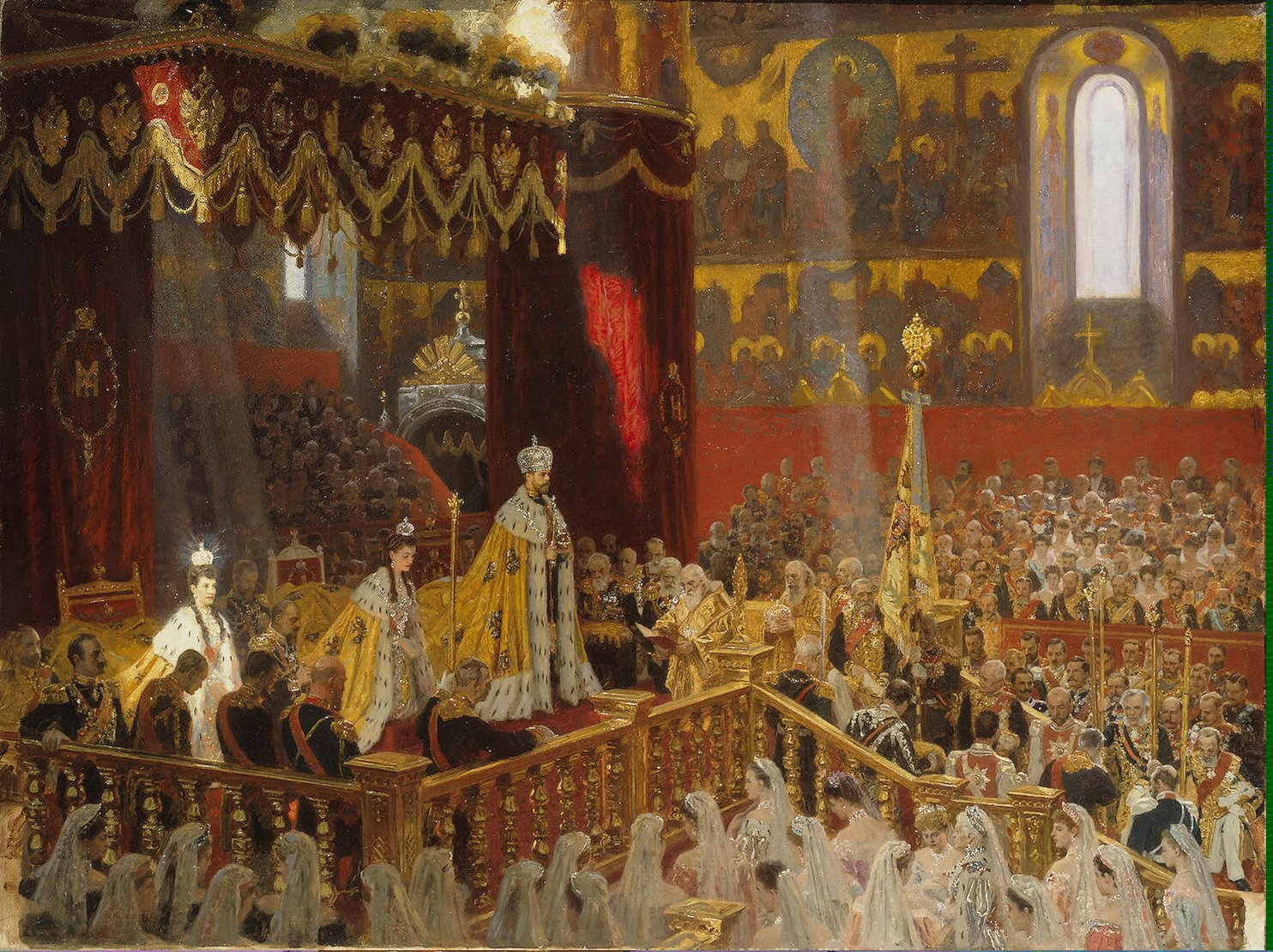
Szene aus der Krönungszeremonie Nikolaus II. am 14. Mai 1896 in der Mariä-Entschlafens-Kathedrale in Moskau. Kaiser und Kaiserin werden unmittelbar nach der Krönung dargestellt
Gemälde von Laurits Tuxen, dänischer Maler (1853–1927)

Die Krönung der russischen Zaren und Kaiser war ein Zeremoniell, das der feierlichen Amtseinführung des designierten russischen Monarchen diente. Es bestand aus der eigentlichen Krönung sowie einer Abfolge von Ritualen, die dieser vorausgingen oder folgten.
In der langen Geschichte der russischen Krönungen wurde das Zeremoniell den Verhältnissen der jeweiligen Zeit immer wieder neu angepasst. Im Kern blieb es aber nahezu unverändert, von der ersten Zarenkrönung Iwans IV. im Jahre 1547 bis zur letzten Kaiserkrönung 1896, der Nikolaus’ II. Es entwickelte sich von einer Krönung ohne Salbung zu einer mitunter mehrere Monate währenden Reihe von Festen und Veranstaltungen rund um die eigentliche Krönungsfeier. Die größten Veränderungen erfuhr das Zeremoniell nach der Annahme des Kaisertitels durch Peter I. Es sind also die Zarenkrönungen von den Kaiserkrönungen zu unterscheiden.

## Geschichte des russischen Krönungszeremoniells

### Byzantinische Ursprünge des Zeremoniells
Eine Herrschereinsetzung, wie sie im mittelalterlichen Europa gang und gäbe war, kannte man im Bereich der russischen Fürstentümer nicht. Zwar gab es hin und wieder eine feierliche Inthronisierung, aber in den meisten Fällen erfolgte eine schlichte Ernennung des neuen Herrschers ohne Salbung oder sonstige religiöse Zeremonie. Zur Zeit der tatarischen Fremdherrschaft waren die russischen Großfürsten auch noch relativ machtlos und mussten sich zusätzlich zu ihrem ererbten Recht ihre Herrschaft von den Tatarenkhanen legitimieren lassen.

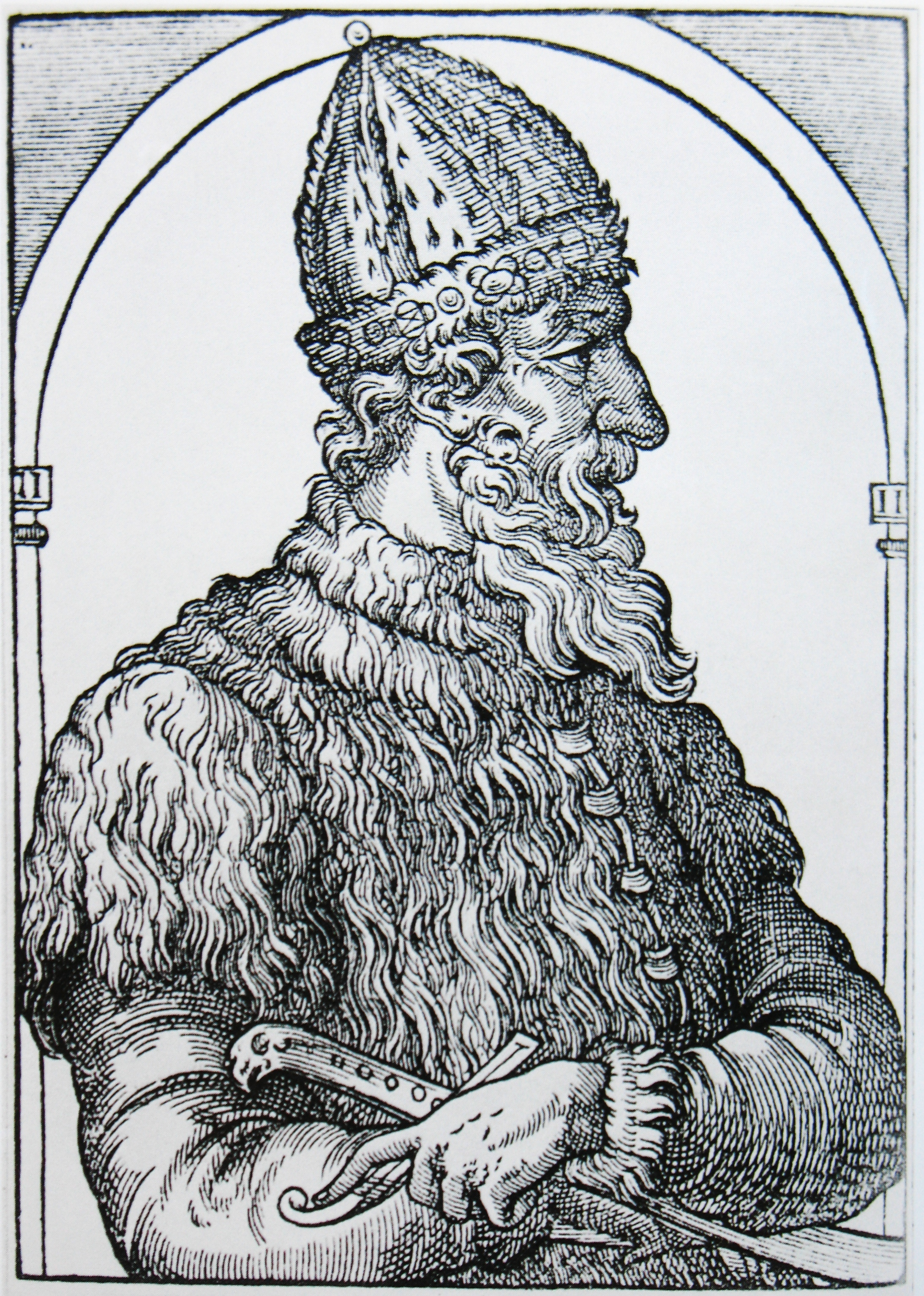
Großfürst Iwan III., verwendete als erster Moskauer Großfürst den Titel Zar
aus: A. Teve: Cosmography. 1575

Mit dem Niedergang der Khane ging ein Erstarken des Großfürstentums Moskau einher. Bis zur Herrschaft des Großfürsten Iwan III. (1440–1505) waren dann die kleineren russischen Fürstentümer nahezu vollständig mit dem Moskauer Reich vereint. Das gestiegene politische Prestige erforderte eine entsprechende äußerliche Darstellung der Macht. Deshalb führte Iwan III. zeitweise den Titel Zar von Russland. Ein weiteres neues Herrschersymbol war der erste Krönungsakt der russischen Geschichte im Jahr 1498. Das hatte es vorher weder in der Kiewer Rus noch in dem Fürstentum Wladimir-Susdal gegeben, die vor dem Aufstieg Moskaus die wichtigsten russischen Großfürstentümer gewesen waren.
Am 4. Februar 1498 ließ Iwan III. seinen Enkel Dmitri Iwanowitsch (1483–1509) als Mitregent krönen. Großfürst Iwan III. nahm als Herrscher an der Zeremonie lediglich teil, gekrönt wurde er aber nicht.
Die Zeremonie wurde nach Vorbildern der Kaiserkrönungen des Byzantinischen Ritus gestaltet.
Iwan stellte sich damit wahrscheinlich in voller Absicht in die Tradition der oströmischen Kaiser, denn nach der osmanischen Eroberung Konstantinopels 1453 und dem Fall des Byzantinischen Reiches, erhoben die Moskauer Großfürsten den umstrittenen Anspruch, Moskau sei, nach Rom und Byzanz das Dritte Rom. Der Theorie von der byzantinischen Nachfolgeschaft stützte sich auf die 1472 erfolgte Vermählung Zar Iwans III. mit der Nichte des letzten byzantinischen Kaisers Zoe Palaiologa, die in Russland Sophia hieß. Infolge der Heirat übernahm Iwan auch den Doppelköpfigen Adler der byzantinischen Kaiser als Symbol für das russische Zartum.
Die Krönung Dmitri Iwanowitschs wich aber auch in mehreren Punkten vom byzantinischen Vorbild ab. Da er lediglich als Mitregent gekrönt wurde, erhielt er weder den Kaisertitel noch wurde er in den Rang eines Geistlichen erhoben. Beides war für einen byzantinischen Kaiser unverzichtbar. Insgesamt war die russische Zeremonie nationaler und christlicher ausgerichtet als die byzantinische.
Antonia von Reiche bezweifelt eine bewusste Übernahme des byzantinischen Zeremoniells. Dafür scheinen ihr die Widersprüche zu groß:

„Diese Überlegungen sind jedoch vor dem Hintergrund nahezu haltlos, da es ja gerade nicht Sofias Sohn war, der da gekrönt wurde, sondern sein Nebenbuhler und es ja gerade nicht das Bestreben Ivans III. war, das „Byzantinische Erbe“ anzutreten.“

Die Anlehnung des Krönungszeremoniells an byzantinische Bräuche erklärt sich durch die starke Verbindung der Russisch-Orthodoxen Kirche mit der Griechisch-orthodoxen Kirche.

### Die erste Zarenkrönung am 16. Januar 1547
Wenn man von der Krönung Dimitris als Mitregenten absieht, war die Krönung Iwans IV. am 16. Januar 1547 die erste zeremonielle Einsetzung eines Großfürsten im Moskauer Reich. Warum sich Iwan IV. dazu entschloss, kann heute nicht mehr mit Bestimmtheit gesagt werden, da die Quellenlage widersprüchlich und lückenhaft ist. Ebenso ist die tatsächliche Existenz einer in manchen Quellen genannten Zusammenkunft, in der die Krönung beschlossen wurde, fraglich. Es ist aber belegt, dass sich Iwan IV. krönen ließ.
Iwan IV. folgte seinem Vater Wassili III. bereits im Alter
von drei Jahren in der Herrschaft. Er wurde von einem Bojarenrat inthronisiert sowie vom Metropoliten gesegnet, aber nicht gekrönt. Es folgte eine Zeit der Regentschaft des Rates, die erst mit der Krönung Iwans IV. und dessen Alleinherrschaft zu Ende ging.
Die Zeremonie 1547 orientierte sich stärker an byzantinischen Bräuchen als am Vorbild der Mitregentenkrönungen aus dem 10. Jahrhundert. Ebenso spielte die Tradition der orthodoxen Kirche eine entscheidende Rolle. Die Krönung nahm der Metropolit Makari vor, auf den wohl auch die Idee und die Gestaltung der Zeremonie zurückgehen.

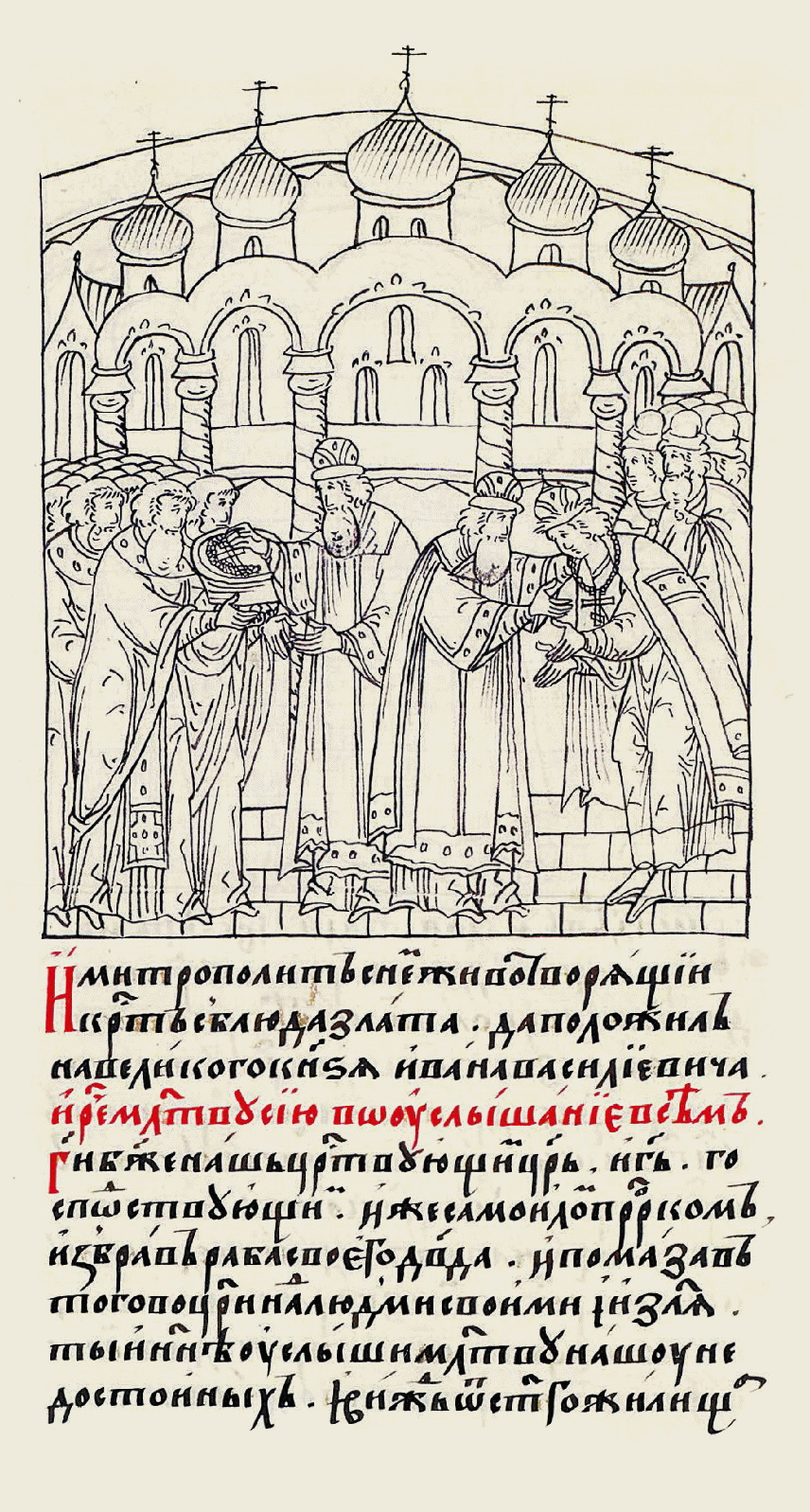
Darstellung der Krönung Iwans IV.
Holzschnitt aus der Bilderserie des Buchs des Zarentums von 1547. Weitere Bilder dieser Serie finden sich in der Galerie.

Die Krönungsinsignien, die in der Zeremonie Verwendung fanden, wurden durch hohe Minister aus dem Palast zur Krönungskirche des Kremls gebracht. Sie bestanden aus der Kappe des Monomach, einem Brustkreuz, einem Zepter sowie dem Barmen, einem Schulterumhang. Der Metropolit nahm sie in Empfang, bevor sie offen auf den Altar vor der Ikonenwand gelegt wurden. Anschließend betrat unter dem Huldigungsruf „Viele Jahre“ das Gefolge Iwans IV. nach Rängen geordnet die Kirche. Iwans IV. Beichtvater schritt mit Kreuz und Weihwasser vor dem Großfürsten, welcher von seinen Brüdern und deren Kindern gefolgt wurde. Zum Schluss betraten hohe Würdenträger und Adlige die Kathedrale.
In der Kirche stand ein zwölfstufiges Podest mit zwei Thronen, einem für den Großfürsten und einem anderen für den Metropoliten. Beide bestiegen das Podest nach einem Gebet. Während der Metropolit auf seinem Thron Platz nahm, blieb Iwan IV. vor diesem auf der untersten Stufe stehen. Der Großfürst berief sich auf das Recht, gekrönt zu werden, da seine Vorfahren bereits Großfürsten von Wladimir, Nowgorod, Moskau und ganz Russland gewesen waren. Der Metropolit erkannte Iwans IV. Anspruch an und segnete ihn. Iwan IV. bat den Metropoliten, nach altem Ritus zum Zaren gekrönt zu werden, und setzte sich auf seinen Thron. Eine Salbung, wie später üblich, gab es bei Iwan noch nicht.
Unter dem Gesang der Geistlichen empfing der designierte Zar dann die Insignien. Zuerst legte der Metropolit ihm das Barmen um, ehe er ihm die Kappe des Monomach aufsetzte. Anschließend erhielt er das Zepter und wurde zum von Gott gekrönten Zaren ausgerufen. Dann belehrte der Metropolit den Zaren über seine Rechte und Pflichten. Die Belehrung glich einer geistlichen Weihe, die den Zaren und die Russisch-Orthodoxe Kirche miteinander verband.
Ob Iwan IV. das Abendmahl empfing, ist nicht sicher, jedoch eher unwahrscheinlich. Er war wohl nur Augenzeuge des Abendmahls. Nach der Huldigung verließ Iwan IV. im vollen Krönungsornat die Kathedrale. Außerhalb der Kirche wurde der Gekrönte dreimal mit Gold und Silbermünzen überschüttet. Dieses Szenario wiederholte sich an anderen Kirchen des Kremls, in denen der Zar betete und seiner Vorfahren gedachte. Ein Bankett im Palast schloss die erste Zarenkrönung der russischen Geschichte ab.
Mit der Krönung war Iwan IV. zum Zaren von ganz Russland ernannt worden und begründete damit das Russische Zarentum. Mit der Krönung zum Zaren war er nicht mehr nur regierender Großfürst, aber auch nicht Kaiser, wie es in Byzanz üblich war. Die Entwicklung des Zarentitels, die unter Iwan III. begonnen hatte und unter Wassili III. fortgesetzt wurde, fand so mit der Krönung Iwans IV. zum Zaren ihren Abschluss.

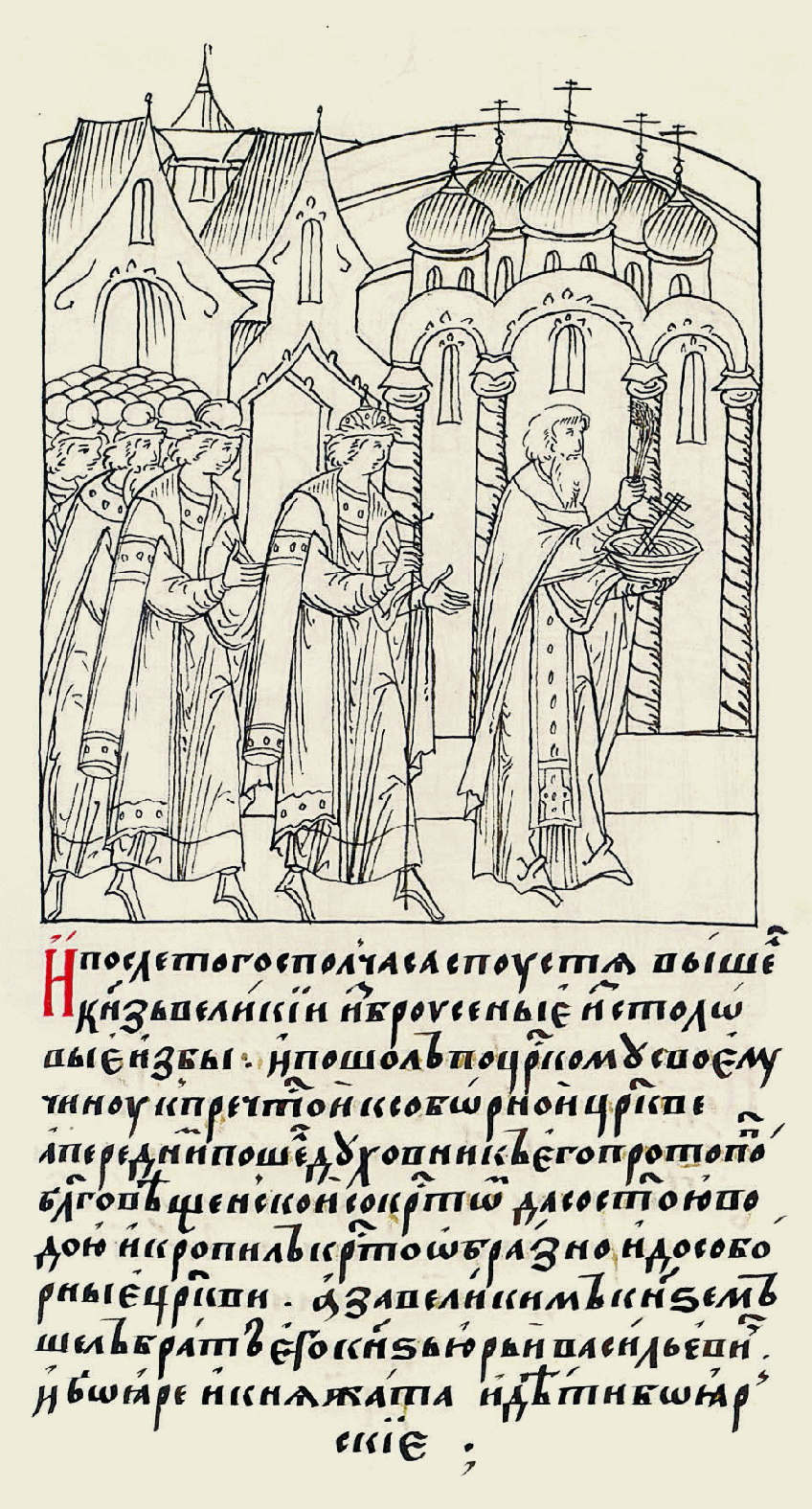
Prozession zur Krönungskathedrale
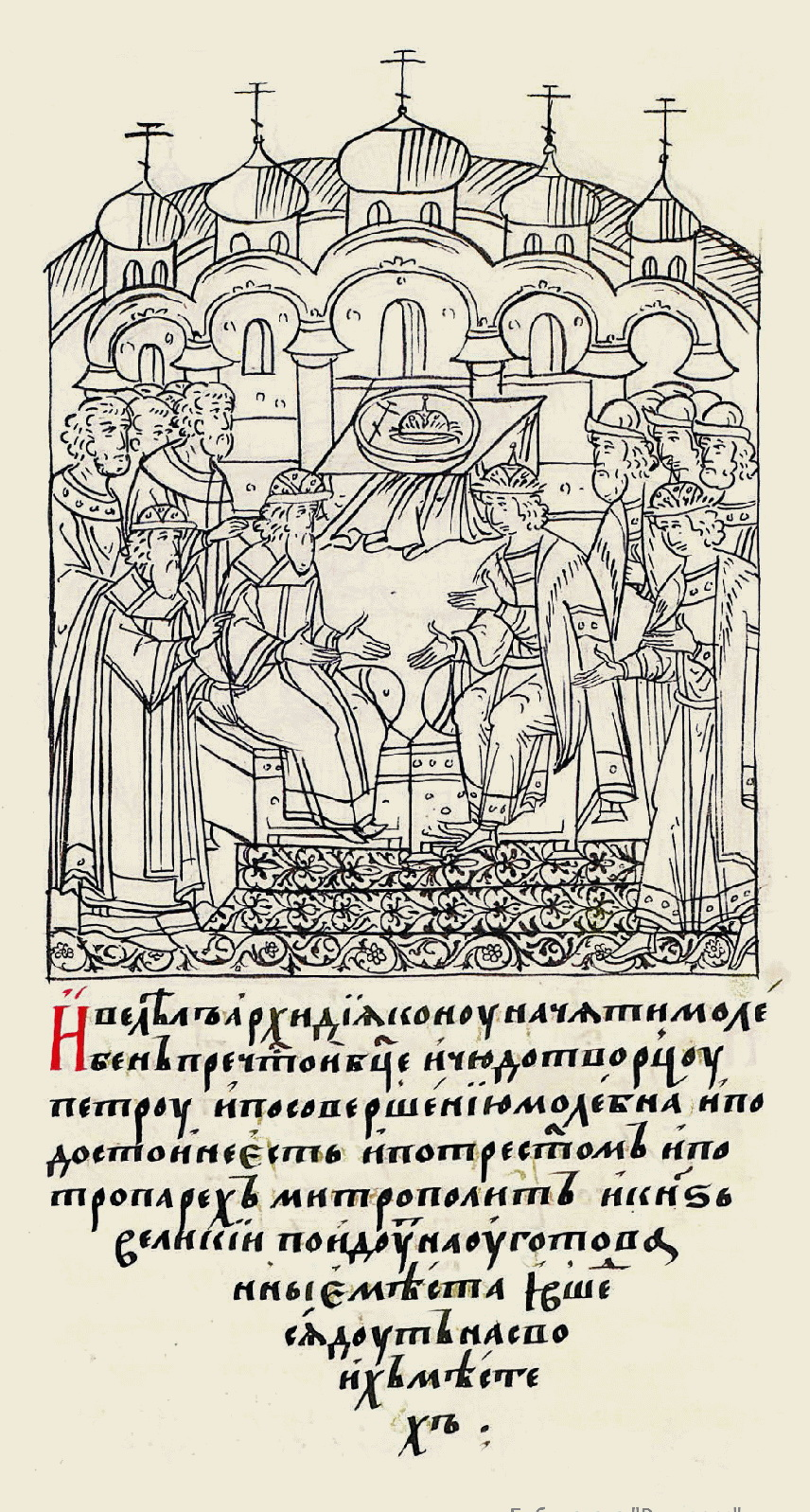
Belehrung Iwans IV. durch den Metropoliten
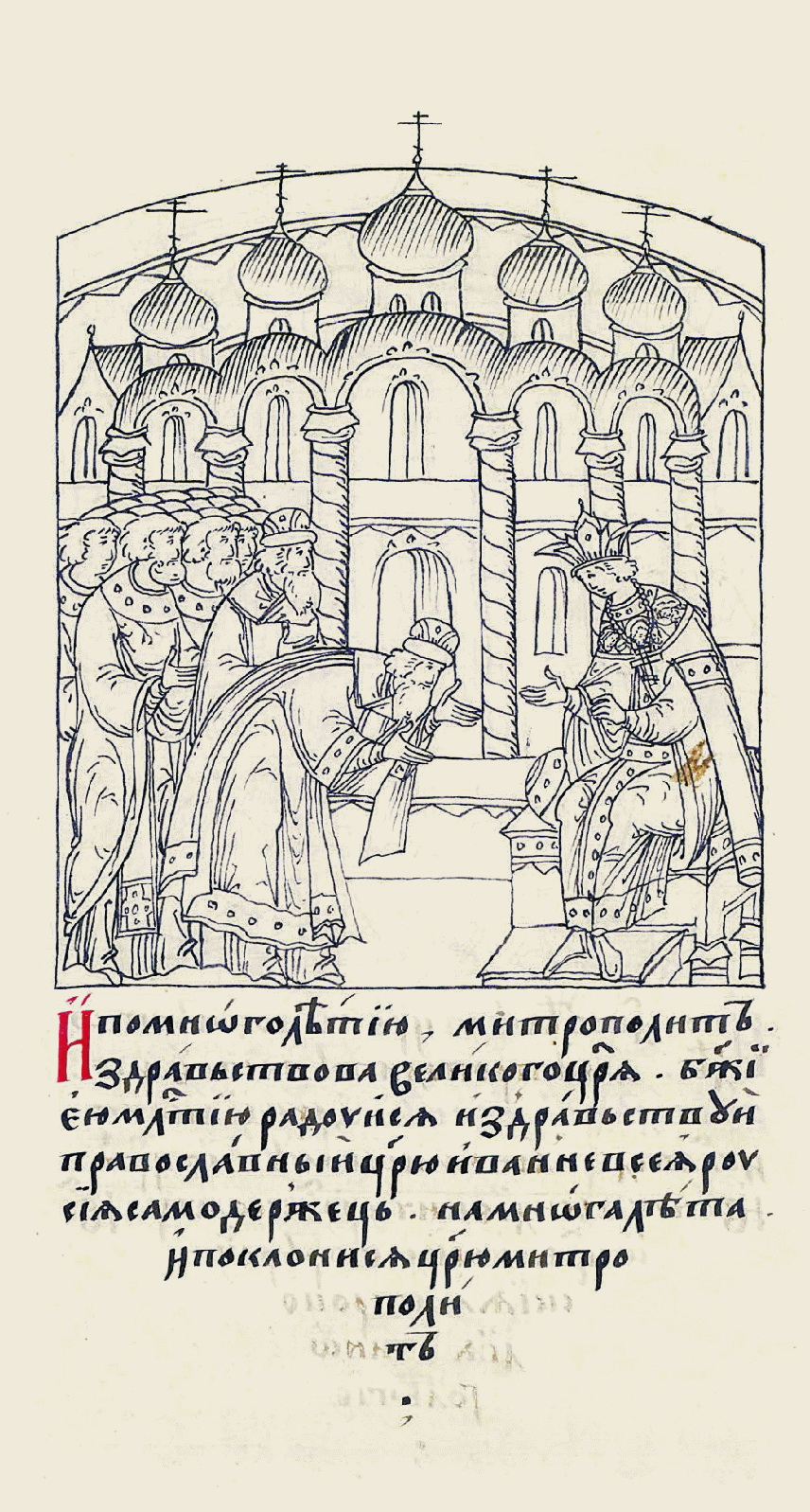
Huldigung Iwans IV. durch den Klerus
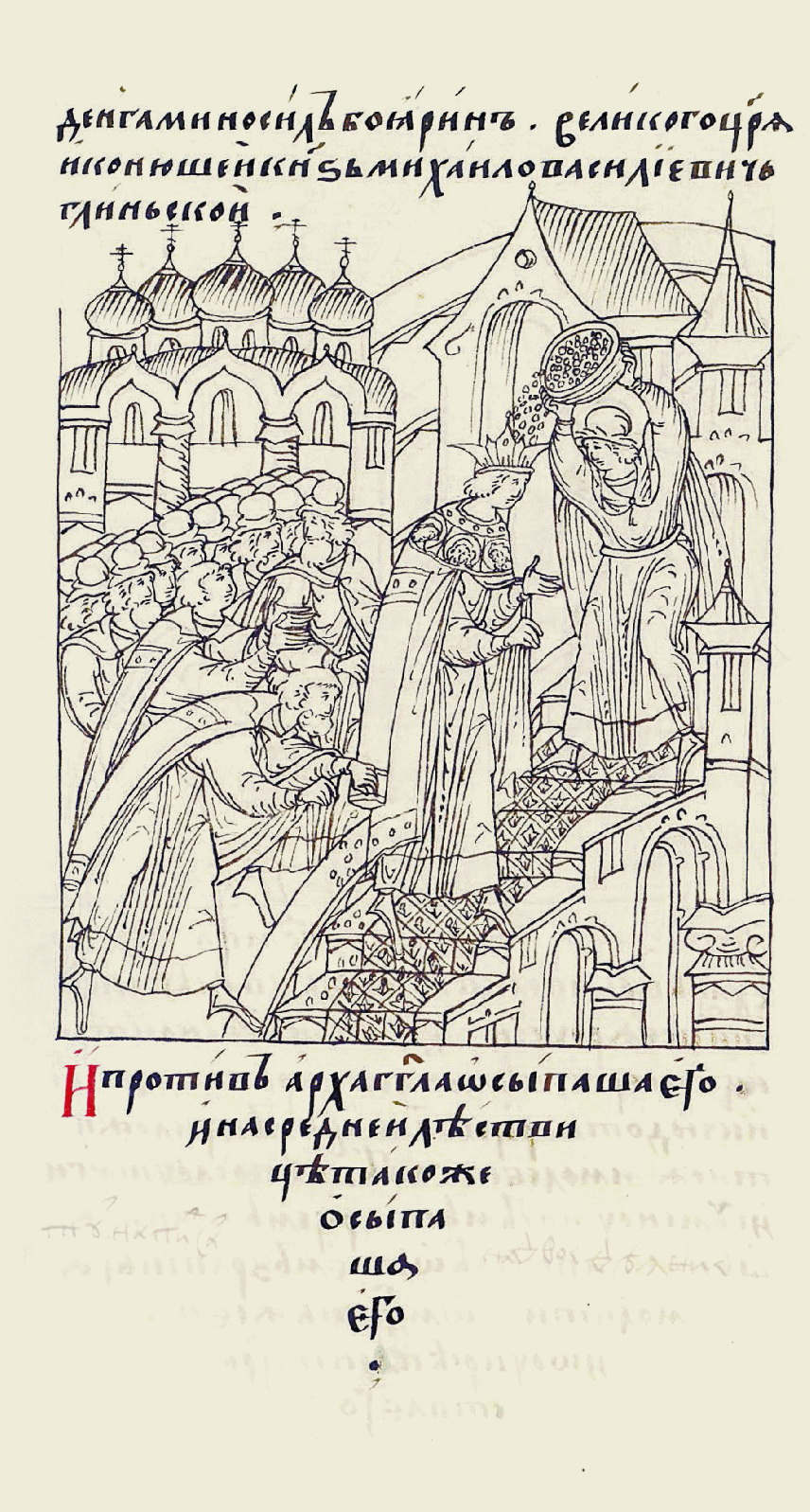
Iwan IV. wird mit Münzen überschüttet

### Zarenkrönungen im Russischen Zarentum 1584 bis 1682
Iwans IV. Nachfolger Fjodor I. (1557–1598) wurde am 31. Mai 1584 gekrönt und herrschte vierzehn Jahre lang. Da er körperlich und geistig behindert war, regierte in seinem Namen der Bojarenrat, dem auch der Emporkömmling Boris Godunow angehörte. Unter Zar Fjodor I. etablierte die Kirche 1589 das Patriarchat von Moskau. Fortan nahm der Patriarch die Krönungen bis zu den Kaiserkrönungen vor. Fjodor I. änderte bei seiner Krönungszeremonie 1584 den Brauch der Münzüberschüttung dahingehend, dass die Münzen vor ihm ausgestreut wurden. Außerdem erhielt er als erster Zar die Kommunion am Altar.
Nach dem Tod Zar Fjodors I. 1598 blieb der Thron vakant, da er selbst keine Nachkommen hatte. Sein Bruder und Zarewitsch Dimitri fiel bereits 1591 einem Mordanschlag zum Opfer, dessen genaue Umstände nie geklärt wurden. Weil Zar Fjodors I. Witwe Irina Godunowa den Thron ablehnte, musste ein neuer Thronfolger gefunden werden. Damit begann in Russland die Zeit der Smuta, auch Zeit der Wirren genannt. Um einen Thronfolger zu bestimmen, wählten erstmals in der russischen Geschichte die Bojaren in einer Nationalversammlung den neuen Zaren. Die Wahl fiel auf Boris Godunow (1552–1605), der sich am 9. März 1598 umgehend krönen ließ. In dieser Zeit stand die Zeremonie der Krönung besonders im Zeichen der Legitimierung der Herrschaft.
Zar Boris Godunow konnte sich von allen Zaren während der Zeit der Wirren am längsten auf dem Thron halten. Nach seinem Tod 1605 folgte sein Sohn Fjodor für zwei Monate. Der falsche Dimitri (ca. 1580–1606) stürzte ihn und ließ sich an seiner Stelle krönen. Schon bald setzten Unruhen seiner Herrschaft ein Ende, womit der Thron abermals vakant wurde. Wassili IV. (1552–1612) bestieg nach einer weiteren, umstrittenen Zarenwahl den Thron. Auch er ließ sich umgehend krönen, um seinen Anspruch zu untermauern.
Er wurde jedoch 1610 nach einer polnischen Invasion im Zuge des Polnisch-Russischen Krieges abgesetzt und ins Kloster verbannt. Für die nächsten drei Jahre blieb der Thron vakant. Nachdem die äußere Sicherheitslage sich wieder etwas entspannt hatte, bestimmten in einer weiteren Nationalversammlung (Semski Sobor) etwa 700 Vertreter aus sämtlichen Schichten des Volkes den erst sechzehnjährigen Michail I. (1596–1645) aus dem Geschlecht der Romanows zum neuen Zaren. Am 16. Juli 1613 krönte ihn der Metropolit Moskaus in der Mariä-Entschlafens-Kathedrale. Es ist nicht bekannt, ob auch er mit Gold und Silbermünzen überschüttet wurde wie seine Vorgänger und wie feierlich die Zeremonie nach der Zeit der Wirren überhaupt war.
Als erster Zar trug Michail die Insignien regelmäßig. Er empfing Delegationen mit der Monomachkrone, dem Zepter und Reichsapfel sowie dem Barmen. Es gelang ihm, während seiner Herrschaft den Thron zu behaupten und die Dynastie der Romanows zu festigen.
Die Zeremonie der Krönung hatte sich von der des Zaren Ivans IV. 1547 bis zu der von Peter I. 1682 nur unwesentlich geändert. Die Doppelkrönung von Iwan V. (1666–1696) und Peter I. (1672–1725) 1682 wurde als letzte Krönung in Russland nach dem alten Ritus vollzogen.

### Kaiserkrönungen im Russischen Kaiserreich 1721 bis 1896

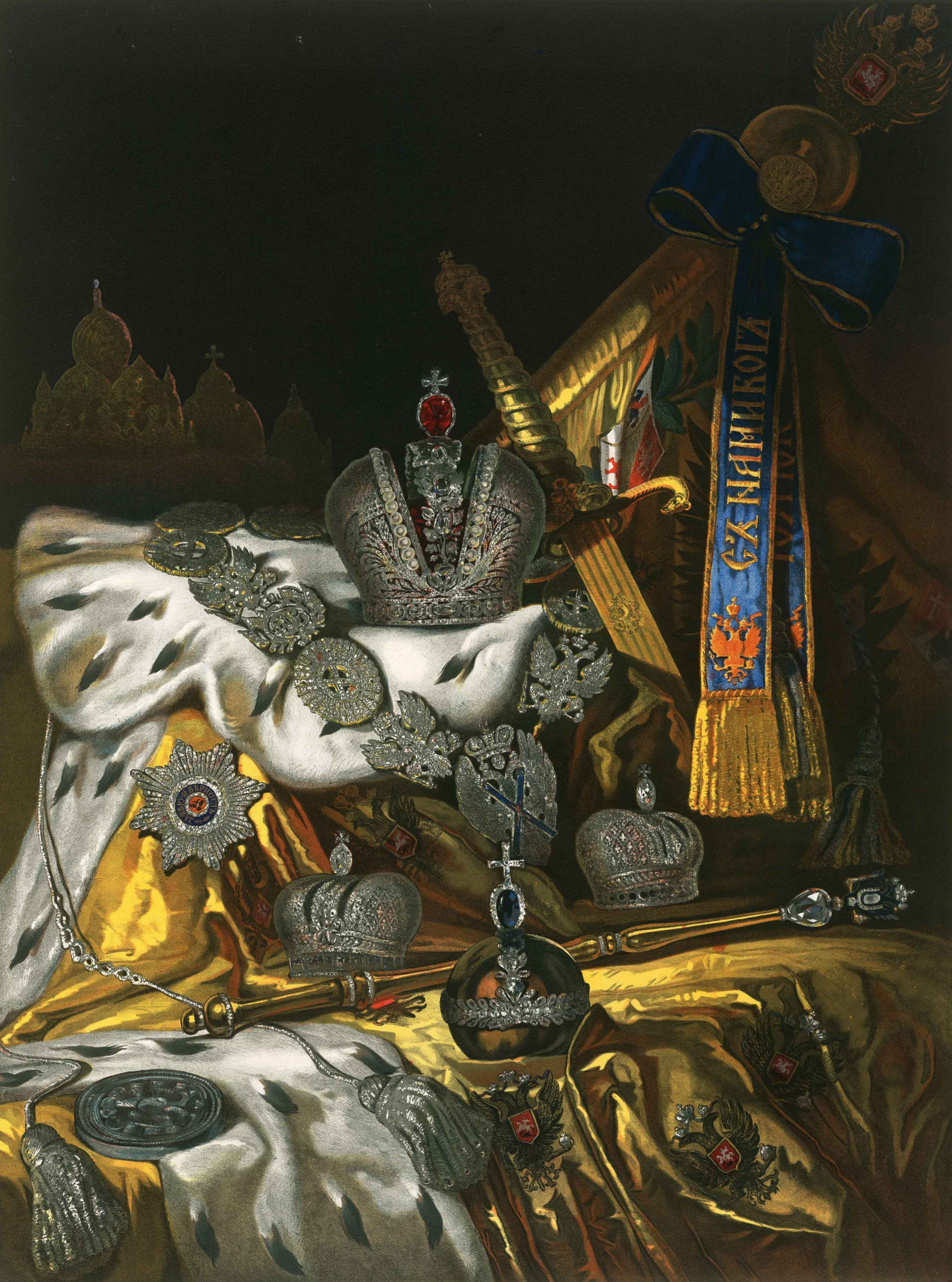
Darstellung der Kaiserlichen Regalien Russlands. Chromolithographie nach einem Bild von Bagantz

#### Etablierung der Kaiserwürde
Anfang des 18. Jahrhunderts wurde das Russische Zarentum durch Zar Peter I. konsequent nach westlichen Maßstäben modernisiert und fand volle Eingliederung in das europäische Staatensystem. Durch den Titel Zar ergaben sich dabei aber Unklarheiten bei der damals in der Diplomatie sehr wichtigen Frage der dynastischen Rangordnung, die handfeste Auswirkungen auf Verhandlungsergebnisse haben konnten und zu Streitigkeiten unter den Monarchen führten. Zum Beispiel wurde im Westfälischen Frieden 1648 der Zar noch als Großfürst von Muskowien bezeichnet.
Durch den für Russland vorteilhaften Ausgang des Großen Nordischen Krieges (Frieden von Nystad September 1721) übernahm Russland zudem den bis dato von Schweden geführten Status einer europäischen Großmacht. Dies nahm Zar Peter I. im März 1721 zum Anlass, in einem Ukas den Titel Kaiser für sich anzunehmen, womit ein auch in Westeuropa geläufiger Titel verwendet wurde. Die Bezeichnung Zar blieb aber weiterhin im inoffiziellen Gebrauch üblich, während sich die Bezeichnung Kaiser auf den offiziellen Bereich beschränkte. Internationale Streitigkeiten ergaben sich vor allem mit dem Habsburgerreich, dessen Herrscher der Kaiser des Heiligen Römischen Reiches war, sich als Nachfolger der Weströmischen Reiches fühlte und deshalb den einzig legitimen Führungsanspruch in der christlichen Welt beanspruchte. So wurde der Kaisertitel lediglich vom geschlagenen Schweden und den Niederlanden, zu denen Peter der Große gute Verbindungen pflegte, anerkannt.

#### Änderungen im Zeremoniell
Die Annahme des Kaisertitels durch Peter I. 1721 führte zu einigen Veränderungen im Krönungszeremoniell:
- Die Kaiser krönten sich fortan selbst und anschließend die Kaiserin, so war Katharina I., die Peter 1724 selbst krönte, die erste gekrönte Gemahlin eines Zaren seit 1606. Dadurch, dass der Kaiser sich fortan selbst mit der kaiserlichen Würde ausstattete und sie nicht mehr durch den Metropoliten oder Patriarchen empfing, veränderte sich auch die Rolle der Kirche bei der Krönung. Mit der Selbstkrönung der Monarchen war der Wandel vom Zarentum zum Kaisertum in Russland abgeschlossen. Gleich einem absolutistischen Herrscher bedeutete die Selbstkrönung, dass die Kaiser weder einer weltlichen noch einer kirchlichen Macht unterstanden,[20] sondern die Macht direkt von Gott bekamen.

- Die neue Bedeutung der Krönung beeinflusste auch ihre Zeremonie. Hatte früher der Metropolit neben dem Kaiser gesessen, saß er nun bei der Geistlichkeit. Außerdem vollzogen seitdem mehrere hohe Würdenträger der Kirche die Kaiserkrönungen, nicht mehr der Metropolit oder der Patriarch allein.[21]

- Nach der Annahme des Kaisertitels durch Peter den Großen sollten die Krönungsinsignien Russlands politische Ausrichtung nach Westen symbolisieren.[22] Deshalb wurde die traditionelle russische Mütze des Monomach durch die Zarenkrone ersetzt und das Barmen durch die Kette des Andreasordens. Außerdem ließ er einen neuen Krönungsmantel anfertigen.[23] Die Insignien erhielten unter Kaiser Paul (1796–1801) ihre ursprüngliche Bedeutung zurück, die sie zur Zeit der Zarenkrönungen hatten. Nach Paul symbolisierten die Regalien wieder die Monarchie und die herrschende Dynastie.

#### Änderungen bei den Zeiträumen zwischen Thronbesteigung und Krönung

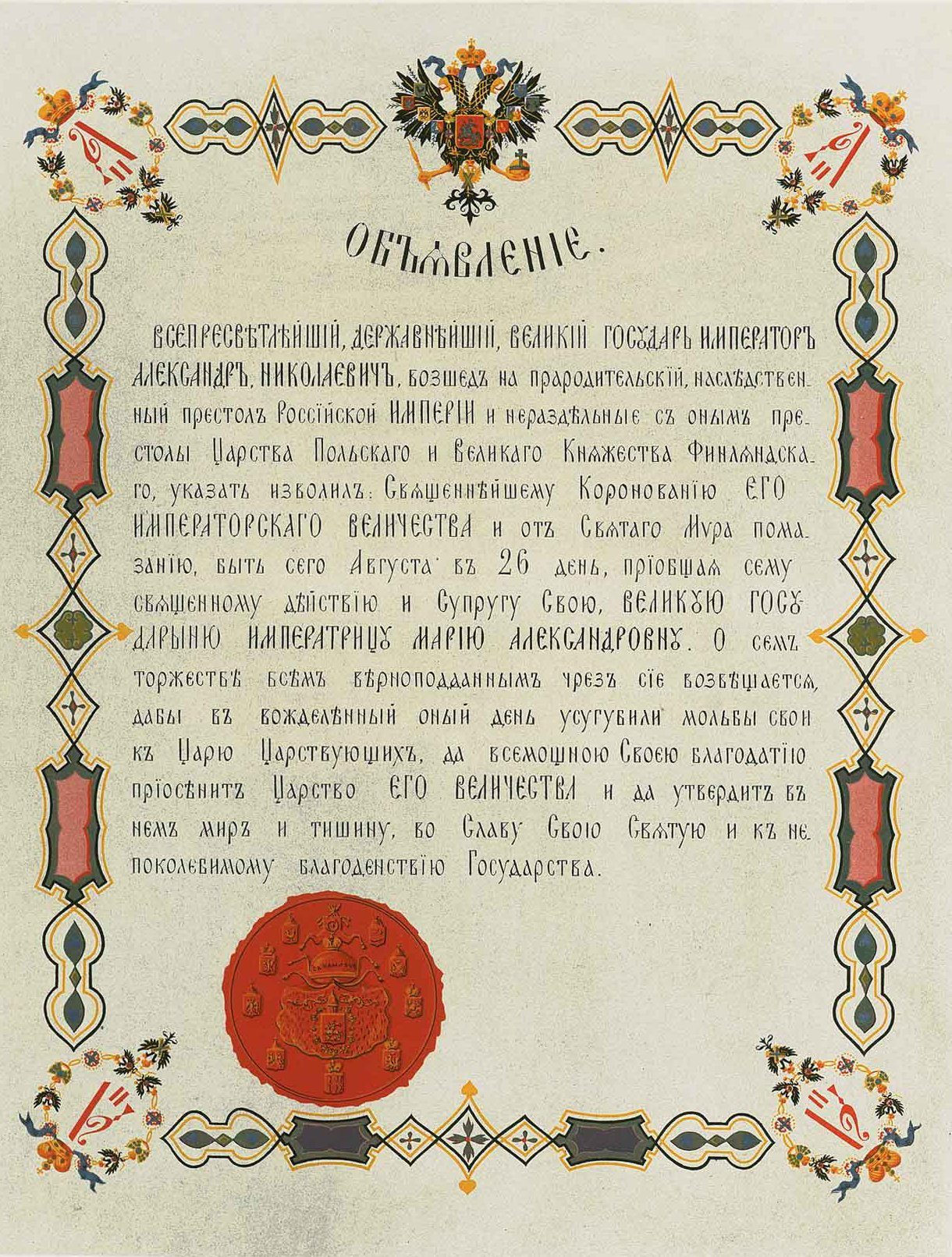
Faksimile: Originalurkunde der Proklamation zur Krönung und Salbung

Die Kaiser und Kaiserinnen, die Peter dem Großen auf den Thron folgten, vollzogen so bald wie möglich die Krönungszeremonie, denn die Thronbesteigung galt erst mit der Krönung als abgeschlossen. Eine weitere Ursache für die rasch folgenden Krönungen dieser Zeit lag in der unsicheren Nachfolgeregelung. Peter der Große hatte sie dahingehend geändert, dass der Kaiser seinen Nachfolger direkt bestimmen durfte.
Katharina I. ließ Peter noch zu seinen Lebzeiten krönen. Peter II. wurde nach neun Monaten, Anna nach etwas über zwei Monaten, Elisabeth nach fünf Monaten und Katharina II. nach drei Monaten gekrönt. Noch vor der Krönung verloren Iwan VI. und Peter III. ihren Thron. Peter III. schob seine Krönung immer wieder auf, trotz der Warnungen wie zum Beispiel von Friedrich dem Großen. Er ignorierte, dass ein Kaiser von Russland erst durch die Krönung als solcher angesehen wurde. Ein Staatsstreich beendete seine Regentschaft, noch bevor er einen Termin zur Krönung angesetzt hatte.
Im 19. Jahrhundert rückte der Krönungstermin immer weiter nach hinten. Da seit Kaiser Paul die Thronfolge durch die Primogenitur eindeutig geregelt war, war ein deutliches und frühzeitiges Zeichen für die Rechtmäßigkeit einer Herrschaft überflüssig geworden. Nikolaus II. wartete mit seiner Krönung bis zum Ende der Trauerzeit für Alexander III. Die längste Zeitspanne zwischen Thronbesteigung und Krönung betrug annähernd zwei Jahre bei Alexander III. Als Grund dürfte die Sicherheitslage nach dem Attentat auf Alexander II. den größten Anteil an der Wartezeit gehabt haben. Da die Rechtmäßigkeit durch die Krönung nicht mehr gestützt werden musste, bekam sie unter Nikolaus I. eine neue Bedeutung. Als traditionell monarchisches Element sollte sie Monarchie und die Dynastie der Romanows miteinander verbinden.

#### Einführung der Primogenitur und posthume Krönungen
Mit der Krönung Kaiser Pauls endete durch die Einführung der Primogenitur die Möglichkeit von Frauen, den Kaiserthron besteigen zu können, nahezu vollständig. Die Primogenitur sah die männliche Thronfolge vor, erst in Abwesenheit eines männlichen Thronfolgers kamen weibliche in Betracht. Noch vor seiner eigenen Krönung ließ Paul das Ansehen seines Vaters Peter III. wiederherstellen. Katharina II. hatte zuvor versucht, die Erinnerung an ihn auszulöschen. Paul wollte seinen Vater als Kaiser erinnert wissen, sodass er ihn in einer Zeremonie posthum krönen ließ. Katharina II. wurde in der posthumen Krönung ebenfalls erneut gekrönt, allerdings mit der kleinen Zarenkrone. Kaiser Paul proklamierte sich als Oberhaupt der orthodoxen Kirche Russlands und trug in der Zeremonie zeitweise ein Dalmatik, wodurch sein klerikaler Anspruch untermauert werden sollte.

#### Aufenthalt in Moskau und Selbstdarstellung der Kaiser
Peter der Große hatte die Hauptstadt nach Sankt Petersburg verlegt, die Krönung wurde aber weiterhin in Moskau vollzogen. Dabei variierte die Dauer des Aufenthalts des Kaiserpaars in Moskau von Krönung zu Krönung. Blieben die ersten Kaiserinnen noch Monate in der alten Hauptstadt, waren es bei Alexander I. nur noch sechs Wochen, vier bei Alexander II. und nur zwei bei Alexander III. Die Sicherheitslage hat auch hier zu einer Straffung der Feiern geführt. Das Ausmaß der öffentlichen Elemente der Krönung war unterschiedlich. Zudem wurde das eine Mal die Bedeutung des Religiösen besonders hervorgehoben, ein anderes Mal die politische oder dynastische Bedeutung.

## Krönungsort
Der Sitz der Großfürsten des Moskauer Reiches lag im Moskauer Kreml. Daher lag es nahe, dass sich die Zaren des Russischen Reiches, welches auf dem Moskauer Reich folgte, dort krönen ließen. Schon die Mitregentenkrönung Dimitris erfolgte dort, wie auch die erste Zarenkrönung Iwans IV.
Die Krönungsfeierlichkeiten sollten unterstreichen, dass der weltliche Herrscher mit der Kirche eng verbunden war. Die Zeremonie fand in der Mariä-Entschlafens-Kathedrale des Kreml statt. Iwan III. hatte diese in Auftrag gegeben und ließ sie von 1475 bis 1479 errichten. Die Kirche war von Beginn an als Krönungskirche vorgesehen. Zwar gab es zur Bauzeit keine Krönungen der Großfürsten, jedoch sollten in ihr die Metropoliten und Patriarchen der russisch-orthodoxen Kirche eingesetzt werden. Des Weiteren diente sie als Grabmal für hohe Geistliche.
Von Iwan IV. bis zu Peter dem Großen erfolgten dort alle Zarenkrönungen.
Peter der Große nahm 1721 den Kaisertitel an und verlegte seinen Herrschaftssitz aus Moskau in die neue Hauptstadt Sankt Petersburg. Die Krönungszeremonie der Kaiser des Russischen Reiches fand aber weiterhin in der alten Hauptstadt Moskau statt. Das hatte zum einen den Grund, dass Moskau das geistliche Zentrum Russlands blieb, zum anderen erforderte die Tradition das Festhalten am althergebrachten Krönungszeremoniell. Die Vorfahren der Kaiser waren hier eingesetzt worden und alle Kaiser Russlands wie auch die Zaren vor ihnen achteten stets darauf, dieses Erbe zu betonen.
Neben den Zaren wurden auch alle gekrönten Kaiser und Kaiserinnen von Katharina I. bis zu Nikolaus II. in der Mariä-Entschlafens-Kathedrale des Moskauer Kremls gesalbt und gekrönt.

## Ablauf des Zeremoniells zur Kaiserzeit
(Quellenhinweis)

### Todesfall und Thronnachfolge
Die designierten Kaiser von Russland bestiegen den Thron bereits mit dem Tod des regierenden Kaisers. In den Tagen darauf leisteten Minister, andere hohe Würdenträger, Behörden und das Militär ihren Eid auf den neuen Kaiser. Im Allgemeinen folgte der Sohn dem Vater nach. Dies gilt insbesondere für die Kaiser des 19. Jahrhunderts. Zuvor war das nicht immer der Fall gewesen, wie das Beispiel der Usurpatorin Katharina II. zeigte. Ihr Sohn Paul war es auch, der bei seiner Krönung die Primogenitur einführte und so die Nachfolgeregelung eindeutig festschrieb.
Zur Zeit der Kaiserkrönungen wurden die Rituale der Machtübernahme des neuen Monarchen immer komplexer. Erst durch die Krönungszeremonie erhielt der Kaiser die Weihe der russisch-orthodoxen Kirche. Die diversen Feierlichkeiten sollten anzeigen, dass der Kaiser die weltliche Macht übernommen hatte. Schattenseite dieser ausgedehnten Festlichkeiten war eine sehr lange und kostspielige Vorbereitungszeit. So waren viele Beamte nur mit der Organisation der Zeremonie beschäftigt.

### Einzug nach Moskau

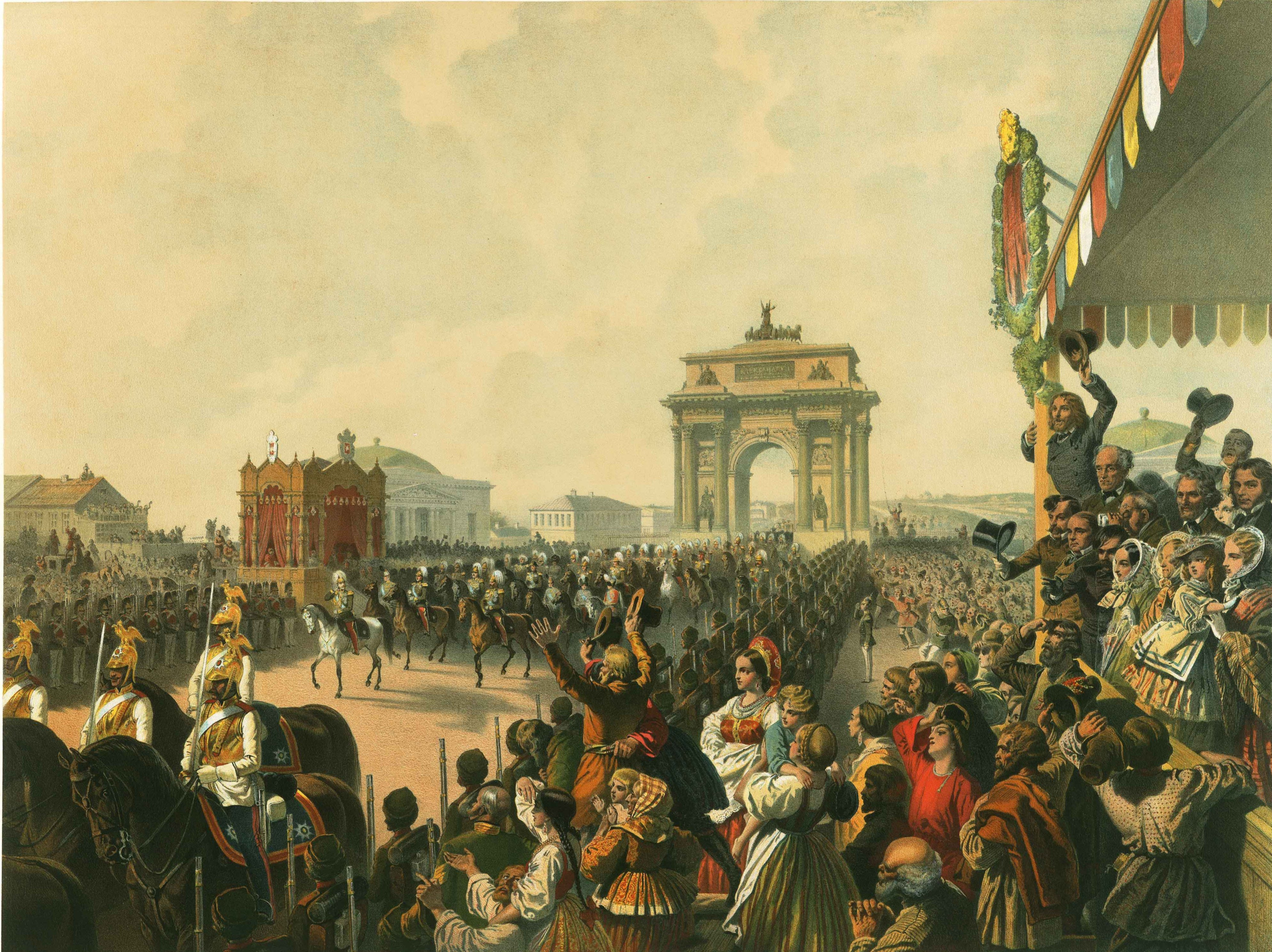
Einzug des Kaisers Alexander II. in Moskau. Chromolithographie nach einem Bild von Mihály Zichy

Seit Peter der Große die Hauptstadt nach Sankt Petersburg verlegt hatte, musste der Kaiser zur Krönung ins etwa 640 km südöstlich gelegene Moskau reisen. Der Einzug des Kaisers in die alte Hauptstadt wurde zu einem festen Bestandteil des Krönungszeremoniells, der an Bedeutung stetig zunahm. Fast alle nach Peter dem Großen gekrönten Kaiser und Kaiserinnen zogen prunkvoll zur Krönung ein. Eine Ausnahme bildet Anna, da sie sich bereits in Moskau aufhielt, als sie den Thron bestieg, was einen Einzug unnötig machte. Dass dem Einmarsch zur Krönung eine wichtige Bedeutung zukam, zeigt sich unter anderem darin, dass im offiziellen Krönungsalbum Elisabeths 21 der 128 Seiten über den prunkvollen Einzug berichteten.
Kaiser Paul I. verbrachte die letzten Tage vor dem offiziellen Einzug im Petrowski-Palast außerhalb Moskaus. Alle nachfolgenden Kaiser taten es ihm bei ihren Krönungen gleich.
An den Straßen waren Tribünen für die Schaulustigen aufgebaut. Seit Kaiser Pauls I. Einzug 1797 ritten die Kaiser auf einem mit Silber beschlagenen Schimmel die Hauptstraße zum Kreml entlang. Bis dato war es bei den zuvor gekrönten Kaisern üblich, in einer prunkvollen Kutsche den Weg zurückzulegen. An der Spitze des Zuges ritten die Garderegimenter der Kosaken sowie der Turkmenen und anderer Volksstämme Russlands. Erst dahinter folgte der Kaiser.
Anschließend folgten heimische und ausländische Fürstlichkeiten und Delegationen, bevor die Kutschen der Kaiserin und der Kaiserinmutter kamen.
Kaiser Pauls I. Einzug 1797 führte zu einer weiteren Neuerung, die Bestand hatte: er unterbrach den Ritt an der Kapelle der Iberischen Madonna und betete dort vor einer Ikone, ehe der Zug fortgesetzt wurde. Durch das Spasski-Tor ritten die Kaiser mit unbedecktem Haupt in die Kremlfestung ein.
In den folgenden Tagen verkündeten Herolde Tag und Stunde der Krönung. In der Zeit zwischen Ankunft und Krönung empfing das Kaiserpaar dann zahlreiche Missionen und Delegationen, die nach Moskau gekommen waren.

Panorama Moskaus: Ankunft Alexanders II. zur Krönung. Lithographie von Bachelier und Bayeux aus dem Krönungsalbum von 1856

### Krönung
Die Krönung der russischen Kaiser und Kaiserinnen seit Katharina I. enthielt vier wichtige Elemente.
1. Mit der Prozession zur Krönungskathedrale begann die Zeremonie.
2. Während die Übergabe der kaiserlichen Insignien
3. und die darauf folgende orthodoxe Liturgie den Hauptteil bildeten,
4. schloss der Auszug aus der Krönungskathedrale samt Zug zur Kathedrale des Erzengels Michael und der Mariä-Verkündigungs-Kathedrale die Krönungsfeier ab.[42]

#### Die Prozession

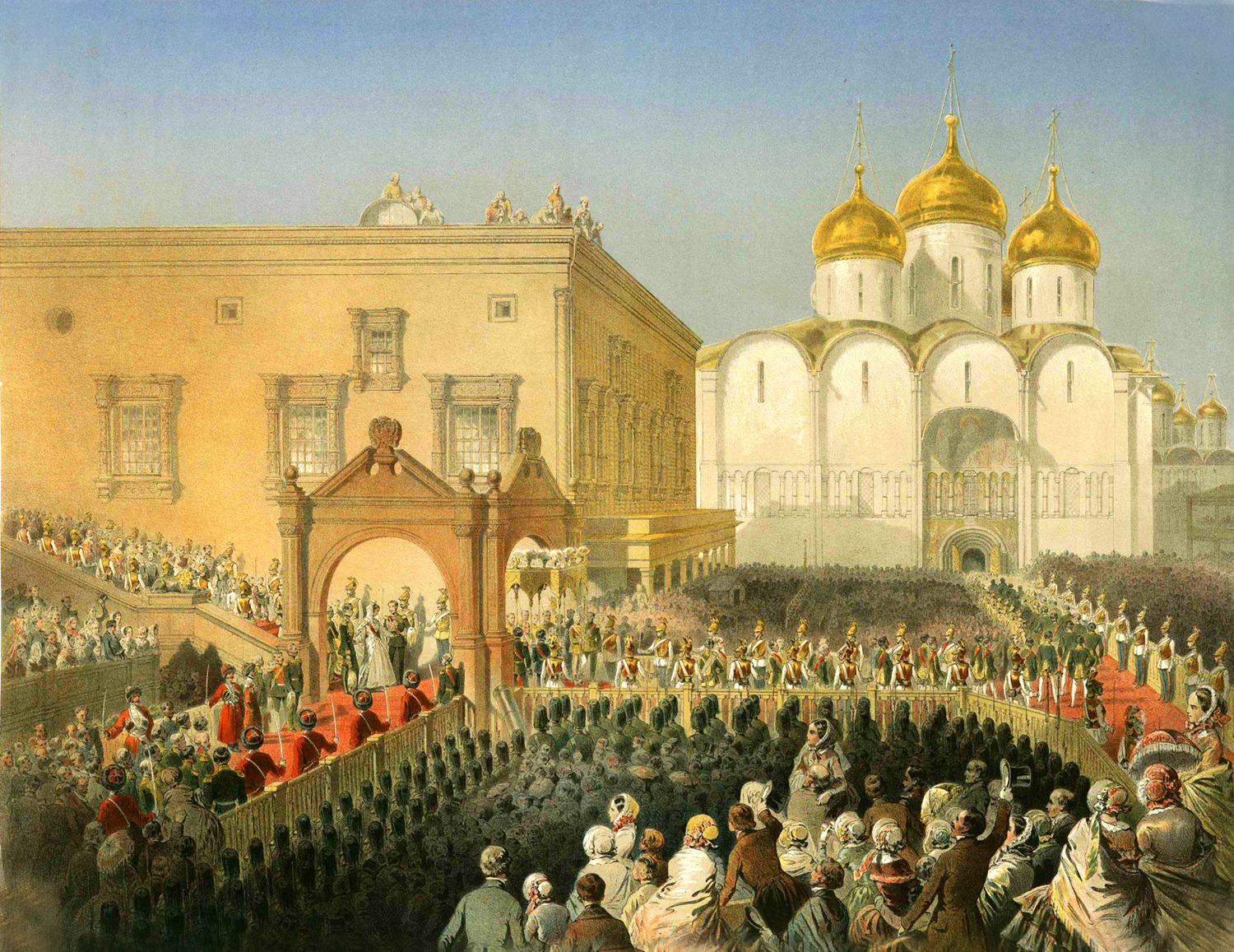
Prozession Alexandra Fjodorownas in die Krönungskathedrale. Gemälde von Mihály Zichy aus dem Krönungsalbum von 1856

Am Abend vor der Krönung fanden traditionsgemäß in allen Kirchen, Klöstern und Kathedralen Vigilien statt. Der Tag der Krönung wurde mit Fanfaren begonnen und Herolde verkündeten morgens den Akt der Krönung.
Die Zeremonie begann mit der Prozession zur Krönungskathedrale. Den Beginn der Prozession leiteten Kanonensalute ein und sämtliche Glocken der Stadt stimmten ins Geläut mit ein, nachdem die große Glocke damit begonnen hatte. Der Klerus versammelte sich in der Kathedrale und wartete im vollen Ornat auf die Ankunft des Kaisers.
Zuerst verließ die kaiserliche Familie den Palast. Diese begab sich direkt auf den Weg zur Krönungskirche. Sofern die Kaiserinmutter noch lebte, zog diese unter einem Baldachin und im vollen Krönungsornat, also mit Mantel und Krone, zur Kirche. Sie nahm dort wie der Kaiser und die Kaiserin auf einem Thron Platz.
In einer weiteren Prozession zog das Kaiserpaar über die Rote Treppe aus dem Palast aus. Zuvor hatte sich schon der Protopresbyter, der das heilige Kreuz trug, zusammen mit zwei Diakonen, welche die Strecke mit Weihwasser aus goldenen Schüsseln besprengten, auf den Weg zur Kirche gemacht.

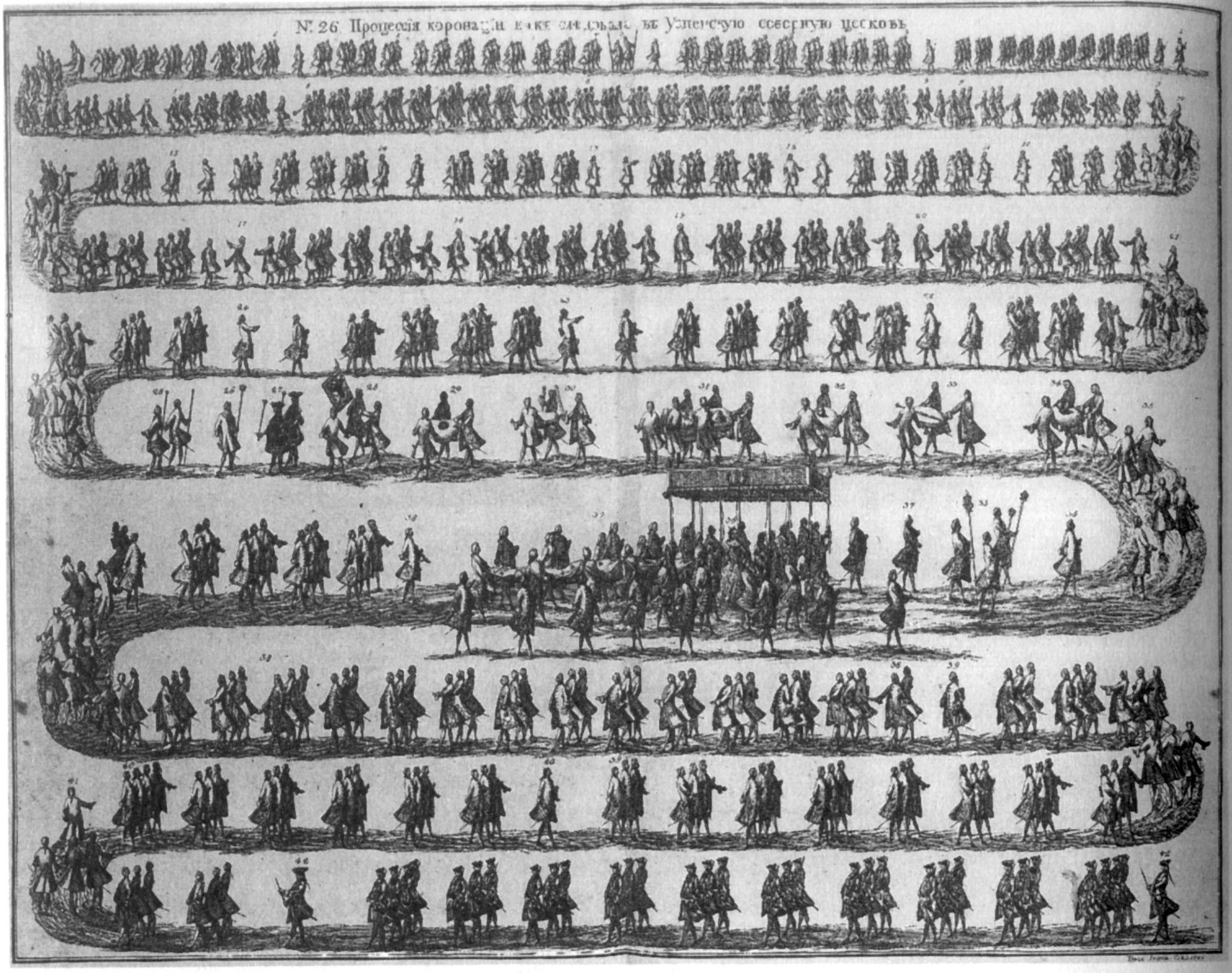
Prozession Elisabeths bei ihrer Krönung. Bild von Iwan Sokolow

Die Reichsinsignien wurden der Prozession des Kaisers und der Kaiserin voran getragen. Die Reihenfolge der Regalien in der Prozession Elisabeths auf dem nebenstehenden Bild:
1. das Staatsbanner
2. das Reichssiegel
3. das Reichsschwert
4. der Krönungsmantel
5. der Reichsapfel
6. das Zepter
7. die Zarenkrone

Begleitet vom Geläut der Glocken, zog das Kaiserpaar unter einem von vierundzwanzig Generaladjutanten getragenen goldenen Baldachin zur Krönungskirche. Bei der Ankunft der Reichsinsignien wurden diese mit Thymian angeräuchert und mit Weihwasser besprengt, ehe sie in die Kirche gebracht wurden.
Den Monarchen empfing die Geistlichkeit an der Tür und hieß ihn willkommen. Der Metropolit von Moskau reichte dem Krönungspaar das Segnungskreuz zum Kuss und besprengte sie wie die Insignien zuvor mit Weihwasser. Anschließend geleitete die hohe Geistlichkeit die zu Krönenden in die Kirche.

#### Übergabe der Insignien

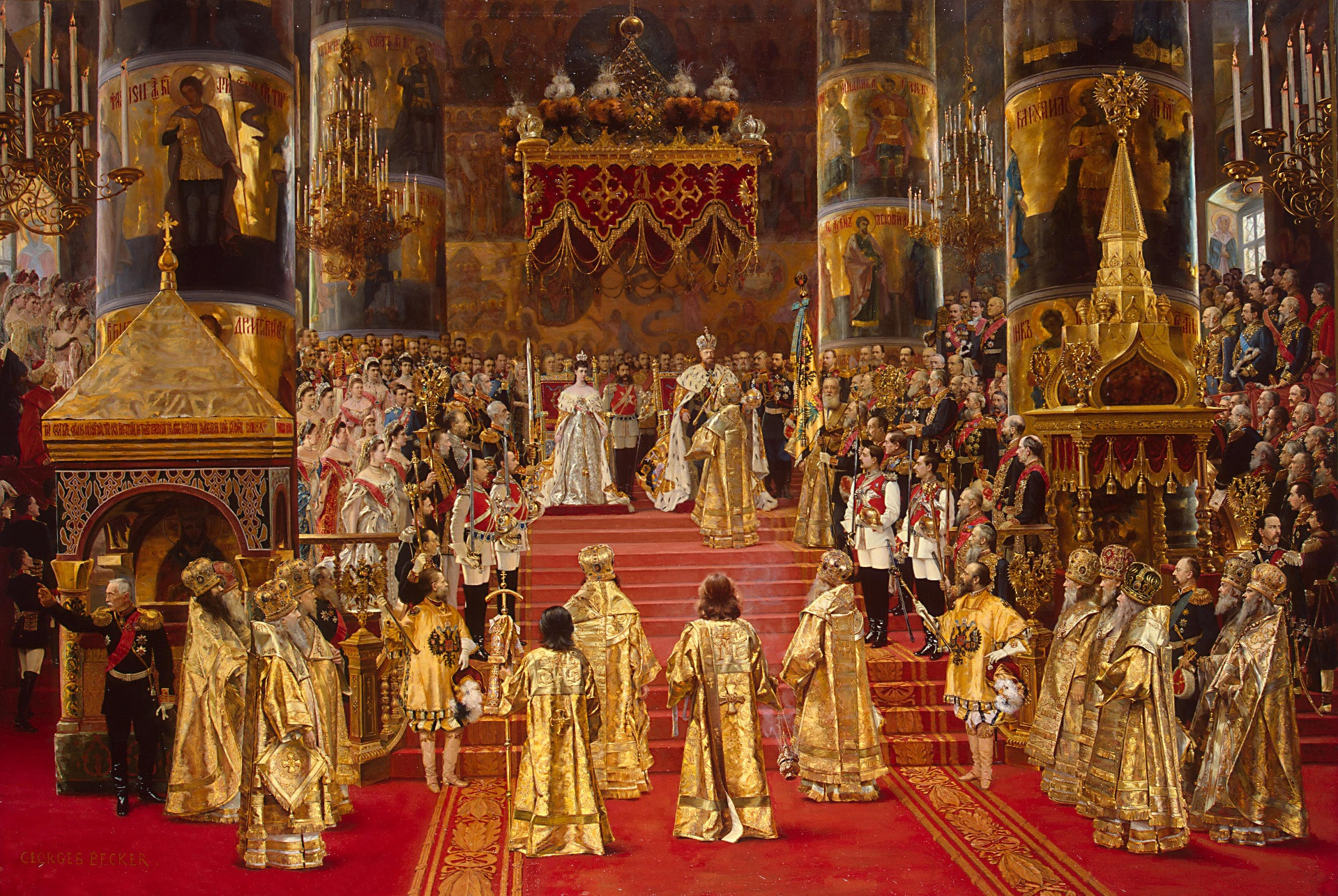
Krönung Alexanders III. und Maria Fjodorownas von 1883. Gemälde von George Becker.

Zuerst gingen der Kaiser und die Kaiserin zur königlichen Tür der Ikonostase, verbeugten sich dreimal und küssten die dort aufgestellten Ikonen. Anschließend ließen sie sich auf den in der Mitte der Kirche unter Baldachinen aufgestellten Thronen nieder, während der 100. Psalm von der Geistlichkeit gesungen wurde. Der Metropolit ging auf den Ambo und richtete sich an den Kaiser:

„Gottesfürchtige, grosser Monarch, unser Kaiser und Selbstbeherrscher aller Reussen! Weil nach dem Wohlgefallen Gottes, nach der Mitwirkung des heiligen und allheiligenden Geistes, und nach Euerem Geruhen nun in diesem ursprünglichen Krönungsdome die Krönung und heilige Salbung Euerer Kaiserlichen Majestät vor sich gehen sollen: So wollen nach der uralten Gewohnheit christlicher Monarchen und Euerer gottgekrönten Vorfahren und Euere Kaiserlich Majestät geruhen, das orthodox-katholische Glaubensbekenntnis Euerem treuen Untertanen vornehmlich abzulegen.“

Anschließend verlas der Kaiser das orthodoxe Glaubensbekenntnis. Nach dessen Beendigung wurde er vom Metropoliten gesegnet. Die Segnung durch den Metropoliten und den Protodiakon begleitete der Chor. Dieser sang im Anschluss auch dreimal das Troparion. Verschiedene Bibelpassagen kamen zur Verlesung, ehe die Übergabe der kaiserlichen Insignien begann.
Der Metropolit kleidete den Kaiser mit dem Krönungsmantel und stattete ihn mit der Kette des Andreasordens aus. Bevor er ihm die Zarenkrone reichte, beugte der Kaiser sein Haupt, um am Scheitel bekreuzigt zu werden. Danach hielt der Kaiser die Krone sichtbar hoch. Nachdem der Kaiser sich selbst gekrönt hatte, hielt der Metropolit folgende Ansprache:

„… Dieser sichtbare und greifbare Schmuck Deines Hauptes ist ein deutliches Bild, dass Dich Christus der König der Ehren selbst durch seinen gnadenreichen Segen unsichtbar zum Haupte des reussischen Volkes krönt, und die Dir gehörige oberste Gewalt bekräftigt.“

Zuletzt überreichte der Metropolit dem Monarchen den Reichsapfel in die linke und das Zepter in die rechte Hand. Abermals folgte eine Ansprache an den Kaiser:

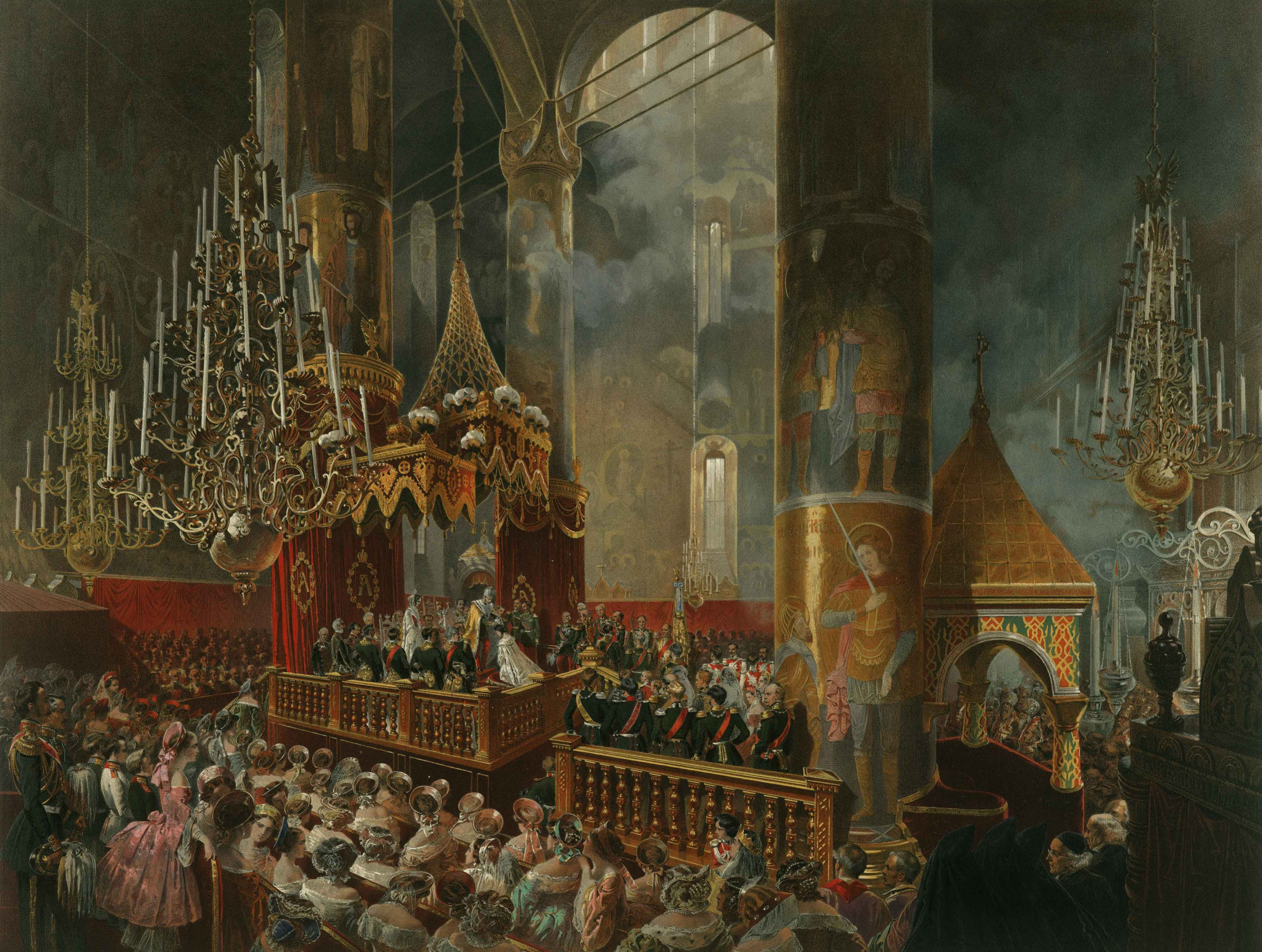
Krönung Kaiserin Alexandra Fjodorownas durch den Kaiser. Chromolithographie nach einem Gemälde von Mihály Zichy.

„… Nimm hin das Szepter und den Reichsapfel, welche sind das sichtbare Bild der Dir von dem Höchsten über sein Volk gegebenen Alleinherrschaft, um es zu regieren, und ihm jede wünschenswerthe Wohlfahrt zu bereiten.“

Damit war die Ausstattung des Kaisers mit seinen Insignien abgeschlossen, nun galt es die Kaiserin zu krönen. Diese kniete sich vor ihren Mann, um die Krone zu empfangen. Mit seiner Krone berührte der Kaiser das Haupt der Kaiserin, ehe er sie mit der kleinen Krone krönte. Des Weiteren empfing sie den Krönungsmantel sowie die Kette des Andreasordens.
Der Protodiakon verkündete daraufhin den vollen Titel des Kaisers und der Kaiserin. Der Huldigungsruf „Auf viele Jahre“ wurde nach jedem Titel dreimal von den Chören gesungen.
Den Abschluss der Regalienübergabe verkündeten Kanonensalute und Glockengeläut dem Volk. Gleichzeitig huldigten die Anwesenden in der Kathedrale dem Kaiser durch dreimaliges Verbeugen. Anschließend folgten die Kniegebete des Kaisers und des Metropoliten. Im Anschluss an das Gebet erklang der Ambrosianische Lobgesang.

#### Die Liturgie

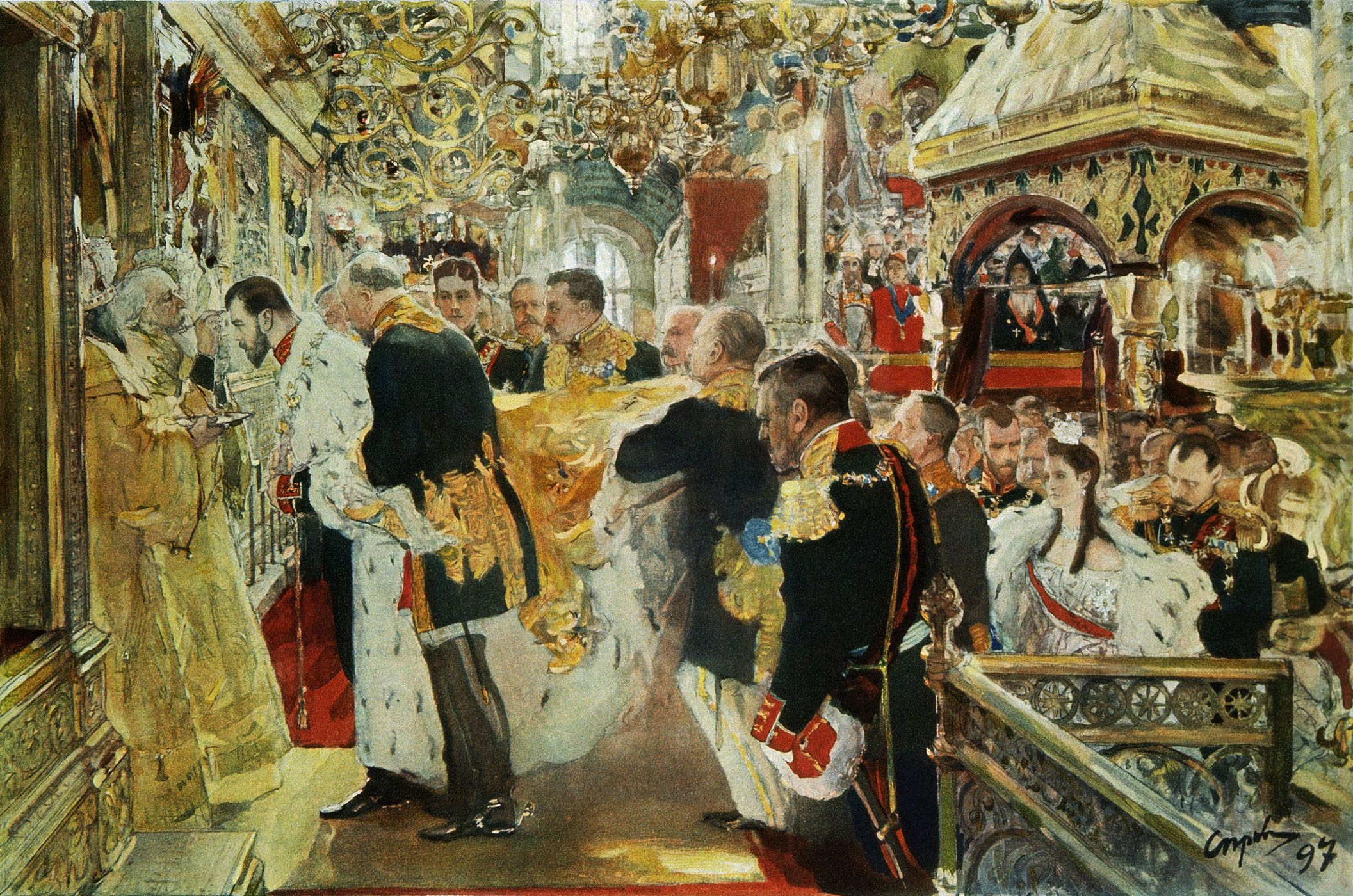
Stirnsalbung Nikolaus II. Gemälde von Walentin Serow

Zu Beginn der Liturgie nahm der Kaiser die Krone ab und setzte sie erst am Ende wieder auf sein Haupt. Erneut wurden Passagen des Evangeliums vorgelesen, an dessen Ende der Kaiser das Evangelium küsste.
Während das Kinonikon gesungen wurde, empfingen die Priester die Kommunion am Altar. Mit dem Ende des Kinonikon und der Kommunion begann die Salbung des Kaisers. Das kaiserliche Paar begab sich nun hinter den Regalien, die durch Reichsdignitäre getragen wurden, zur Ikonostase. Während der Kaiser sich auf ein zuvor ausgelegtes goldenes Tuch stellte, blieb die Kaiserin im Hintergrund. Mit dem Salbungszweig salbte der Metropolit den Kaiser. Die Kaiserin wurde anschließend nur an der Stirn gesalbt. Abermals verkündeten Glocken und Kanonen die vollzogene Handlung.
Zur Kommunion führte der Metropolit den Kaiser durch die königliche Tür in die Ikonostase hinein. Der Kaiser verbeugte sich vor dem Altar und empfing die Kommunion, also das Abendmahl, auf priesterliche Art. Erzbischöfe reichten ihm das Antidoron und den Wein, ehe ein weiterer ihm Wasser zum Waschen reichte. Anschließend begab sich der Kaiser, die Insignien vorangetragen, zum Thron zurück. Auf herkömmliche Weise erhielt die Kaiserin an der Tür das Abendmahl, bevor sie zum Thron zurückging. Der Beichtvater des Kaisers sprach nun das Dankgebet und der Protodiakon danach den Entlassungssegen.

„Verleihe, o Herr, ein glückliches und ruhiges Leben, Gesundheit und Heil und Wohlergehen in Allem, und Abwehr und Sieg gegen Feinde unseren rechtgläubigen und frommen, christlichen, selbstherrlichsten und grossen Monarchen, gottgekrönten, hocherhabenen und gesalbten Kaiser, Selbstbeherrscher aller Russen, und seiner Gemahlin, der rechtgläubigen und frommen, gekrönten, hocherhabenen und gesalbten Kaiserin und erhalte Sie viele Jahre.“

Abermals sangen die Chöre die Huldigungsrufe „Viele Jahre“ dreimal und die Anwesenden weltlichen und geistlichen Standes huldigten währenddessen den Gekrönten durch dreifache Verbeugung. Die Majestäten küssten das Segnungskreuz. Die Liturgie war beendet und der Auszug aus der Kirche folgte.

#### Auszug aus der Kathedrale
Die Mitglieder der kaiserlichen Familie begaben sich von der Krönungskirche unmittelbar wieder in den Palast. Der Auszug der Kaiser war da umfangreicher. Unter Glockengeläut und Kanonensalut verließen sie im vollen Ornat der Krönung die Kathedrale und schritten unter einem goldenen Baldachin zur Kathedrale des Erzengels Michael. Dort beteten sie an den Reliquien und gedachten ihrer Vorfahren. Dieses Szenario wiederholte sich an der Mariä-Verkündigungskathedrale, ehe sie in den Palast zurückkehrten. Auf der Roten Treppe des Palastes drehten sich die Gekrönten zum Volk um und verbeugten sich vor diesem dreimal. Seit Nikolaus I. war dies ein traditioneller Akt des Auszugs geworden, um dem Volk die Ehre zu erweisen.
Anschließend zog das Kaiserpaar in den Palast und nahm dort im Krönungsornat das Krönungsbankett ein. Das Bankett im Facettenpalast des Kremls verlief nach strengen Regeln. So saß das Kaiserpaar erhöht unter Baldachinen auf ihren Thronen und die Mitglieder der kaiserlichen Familie saßen von ihnen getrennt. Einzig die Kaiserinmutter saß beim Kaiserpaar. Beim Bankett empfing der Kaiser die Geistlichkeit in einem säkularen Rahmen. Die Kirchenoberen saßen an einem, die Bojaren an einem anderen Tisch zur Rechten des Kaisers. Die obersten Hofchargen trugen zuerst dem Kaiserpaar die Speisen auf. Nur die höchsten Würdenträger und Gäste nahmen das Mahl zusammen mit dem Kaiser ein. Andere Begleiter und Delegationen speisten in separaten Räumen.
Erst abends traf der päpstliche Nuntius ein. Dieser kam aus Protest zu den Krönungen russischer Monarchen stets zu spät, da nur der Papst oder einer seiner Legaten nach Ansicht der römisch-katholischen Kirche das Recht hatte, einen Kaiser zu krönen.

### Festlichkeiten nach der Krönung
Am Tag nach der Krönung empfing der Kaiser Glückwünsche. Fürstlichkeiten, hohe Beamte, Teile des Adels, Vertretungen der Semstwo und Städte machten ihre Aufwartung, ebenso wie das Diplomatische Corps. Viele überreichten dem Gekrönten nach alter Tradition Brot und Salz auf Silbertellern.
Die Festlichkeiten, die in den Tagen nach der Krönung folgten, dauerten teilweise über Monate an. Von einer Krönung zur nächsten kam den Festen eine immer wichtigere Bedeutung zu. Besonders bei der Krönung Katharinas II. erreichten die Festlichkeiten im Anschluss einen ersten Höhepunkt in ihrer Bedeutung. Beim Volksfest ließ sie Silber- und Goldmünzen in die Menge werfen.
Die verschiedensten Feste wurden zu Ehren des Kaiserpaares veranstaltet. Das schon erwähnte Volksfest auf dem Chodynka-Feld gehörte ebenso traditionell dazu wie Maskenbälle, Theateraufführungen im Bolschoi-Theater, Ballettstücke, Bankette von Botschaftern und eine Unzahl von Paraden und weiteren Veranstaltungen. Die Feste und Feiern sollten den Kontakt zum Volk steigern, und daher zeigte sich der Kaiser oft in der Öffentlichkeit.
Den Abschluss der Krönungsfeiern bildete die Pilgerfahrt der kaiserlichen Familie ins Dreifaltigkeitskloster von Sergijew Possad zu den sterblichen Überresten des heiligen Sergius.

### Sekundärliteratur
- Richard S. Wortman: Scenarios of power: myth and ceremony in Russian monarchy. Vol. 1: From Peter the Great to the death of Nicholas I. Univ. Press, Princeton 1995, ISBN 0-691-03484-2.
- Richard S. Wortman: Scenarios of power: myth and ceremony in Russian monarchy. Vol. 2: From Alexander II to the abdication of Nicholas II. Univ. Press, Princeton 2000, ISBN 0-691-02947-4.
- Carl Graf Moy: Als Diplomat am Zarenhof. Prestel-Verlag, München 1971, ISBN 3-7913-0003-2.
- Gudrun Ziegler: Das Gold der Zaren. Heyne Verlag, München 2000, ISBN 3-453-17988-9.
- Hans-Joachim Torke (Hrsg.): Die russischen Zaren 1547–1917. Verlag C.H. Beck, München 1995, ISBN 3-406-42105-9.
- Lothar Ruehl: Russlands Weg zur Weltmacht. Econ Verlag, Düsseldorf/Wien 1981, ISBN 3-430-17836-3.
- Henri Troyat: Iwan der Schreckliche. Knaur Verlag, München 1987, ISBN 3-426-02337-7.